# Hostěradice
Obec Hostěradice (německy Hosterlitz) se nachází v okrese Znojmo v Jihomoravském kraji. Žije zde přibližně 1 600 obyvatel. Přímo v katastrálním území Hostěradice se nachází dva zatopené lomy, z nich větší východní je vyhledáván potápěči a zájemci o koupání. 
Sousedními obcemi sídla jsou Skalice, Želetice, Vítonice, Dobelice, Kadov, Oleksovice, Petrovice, Morašice a Miroslav.

## Historie
První písemná zmínka o Hostěradicích pochází z roku 1200.[zdroj⁠?!] Ve vsi stávala tvrz připomínaná roku 1341, která byla lénem pánů z Lipé. Zanikla snad v patnáctém století během česko-uherských válek.
Od roku 1890 v obci působí sbor dobrovolných hasičů.

## Části obce
- Hostěradice
- Chlupice
- Míšovice – urbanisticky srostlé s Hostěradicemi

## Hospodářství
Do roku 1945 měla vesnice: mlýn, tři cihelny, štěrk a betonové výrobky, mléčné farmy (až 10 000 litrů denně), parní prádelnu s vlastním sociálním zařízením, tři penziony a dvě frézy.

## Pamětihodnosti
- Kostel svaté Kunhuty na návsi
- Kaplička na návrší nad vsí
- Kaplička Panny Marie
- Socha svatého Jana Nepomuckého
- Socha svatého Josefa
- Morový sloup na návsi

## Osobnosti
- Jiří Procházka (* 1992) – bojovník MMA[6]

## Galerie

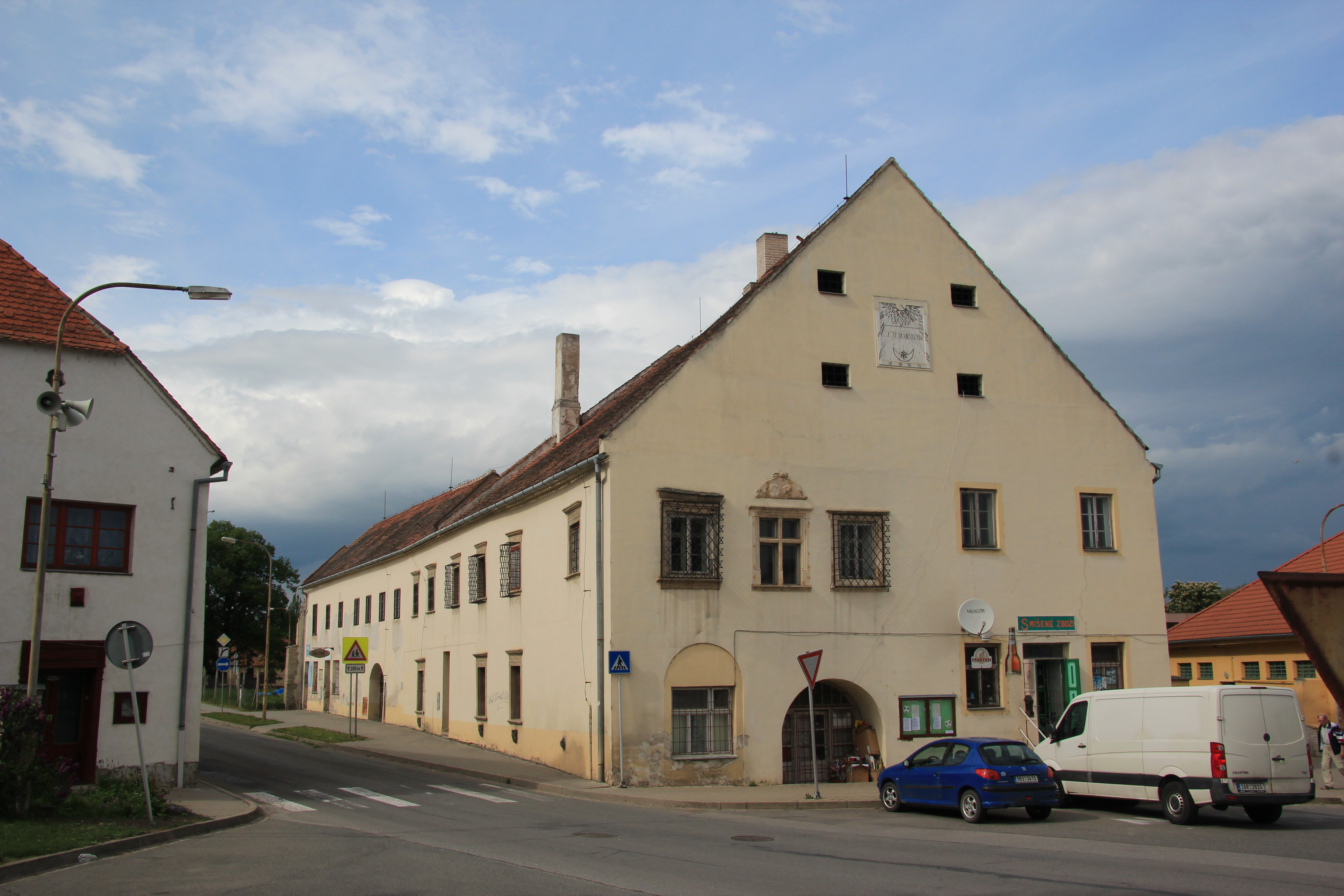
Historický dům na návsi
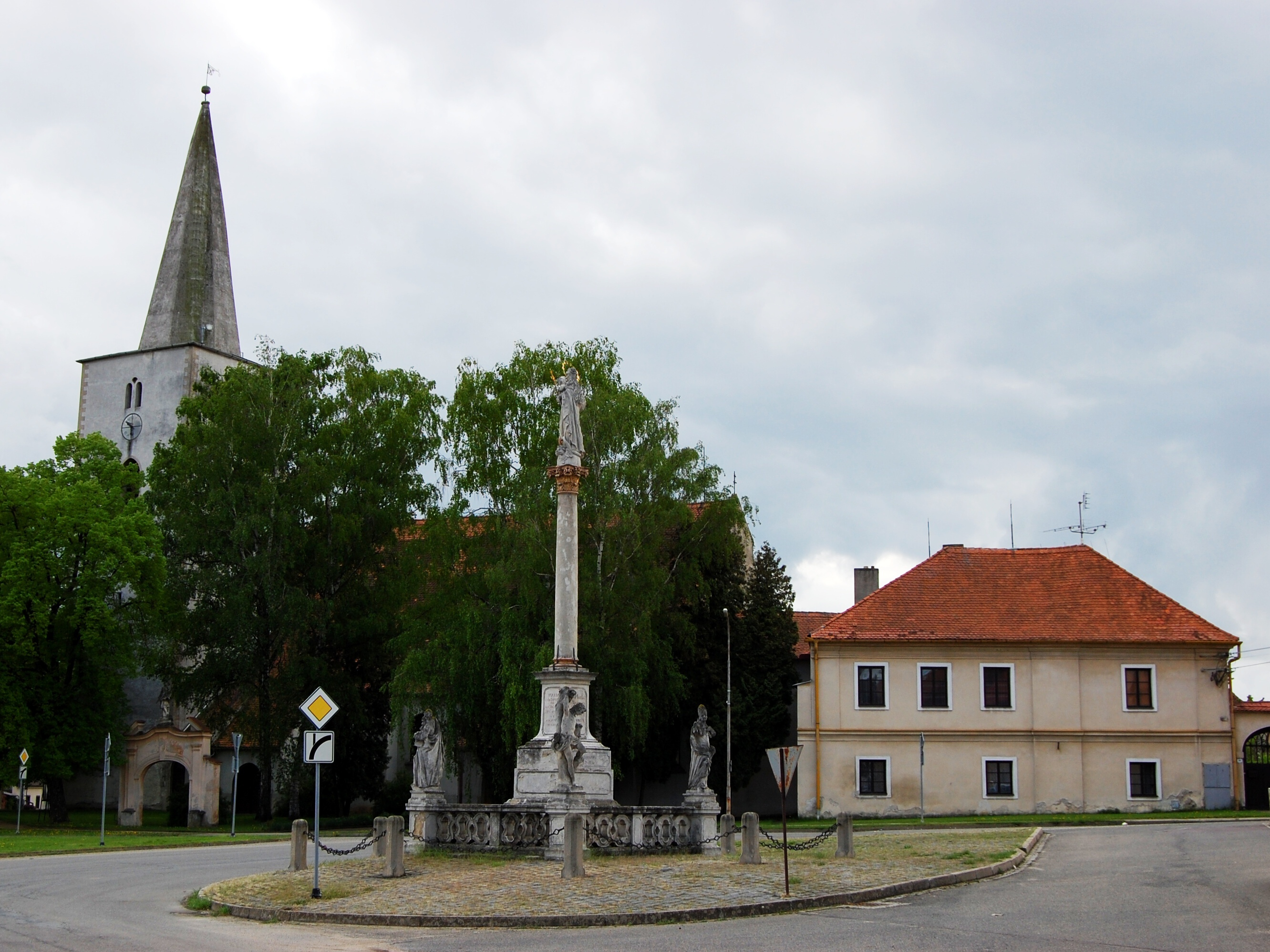
Morový sloup a fara
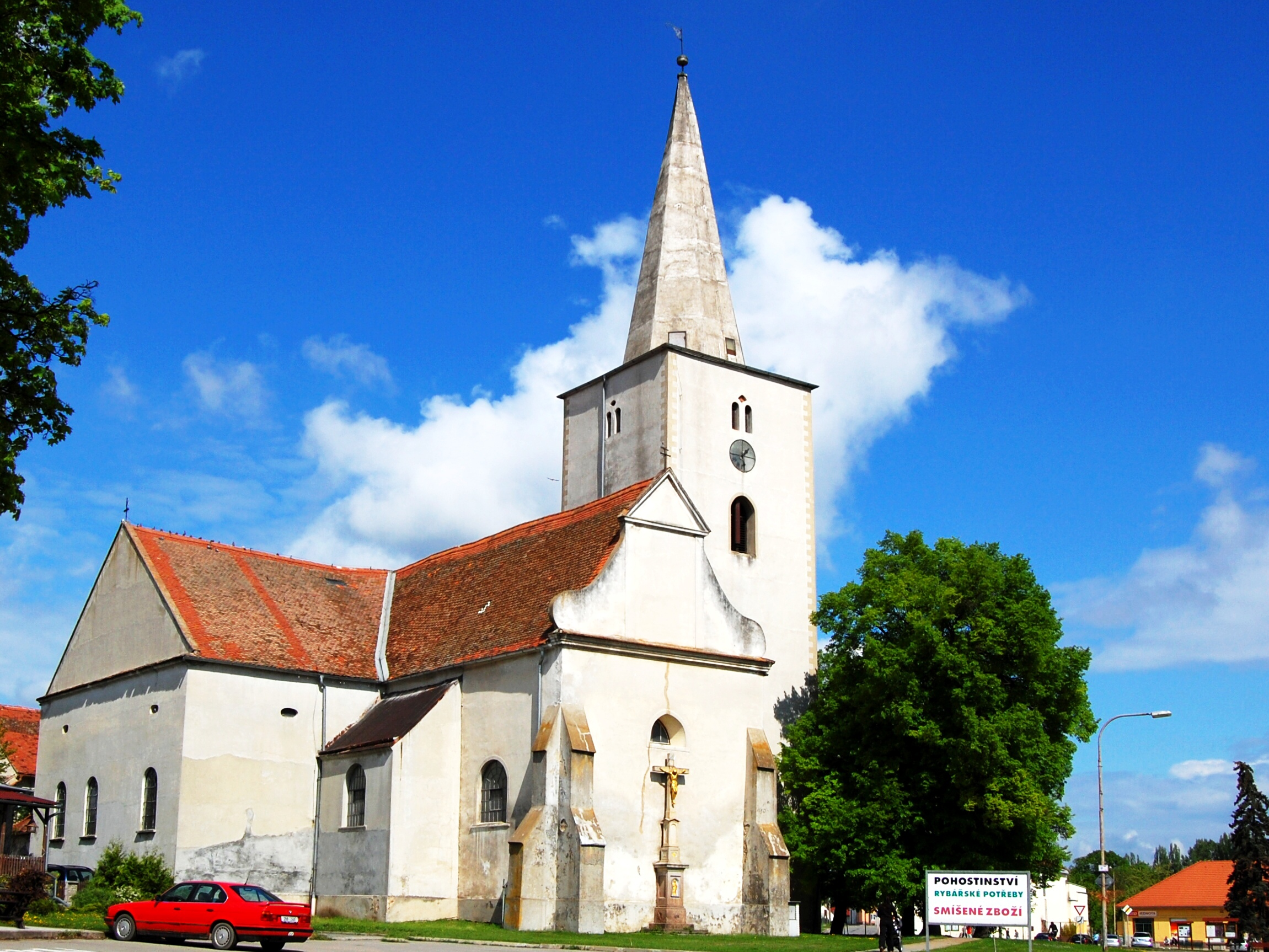
Kostel svaté Kunhuty
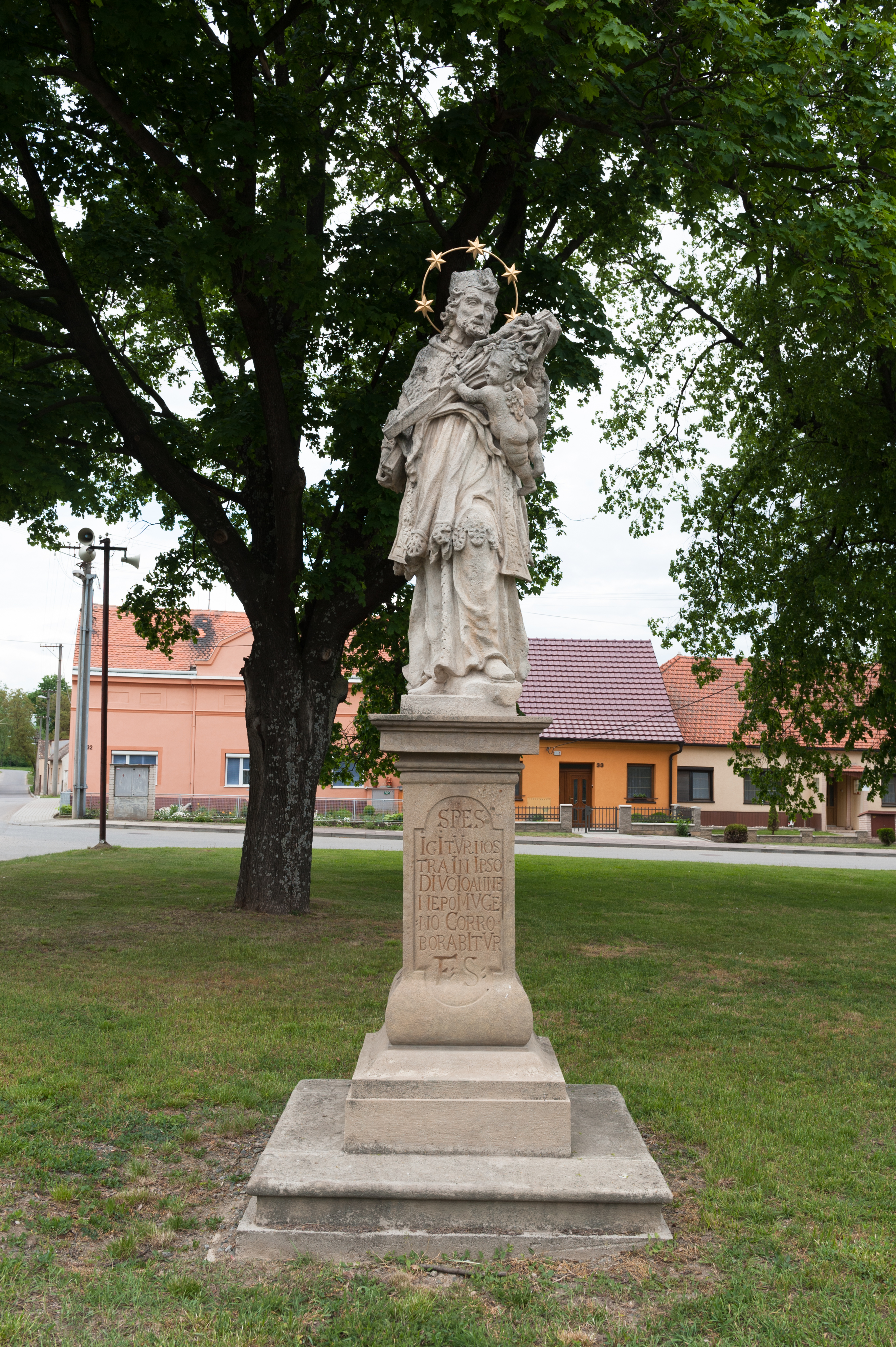
Socha sv. Jana Nepomuckého
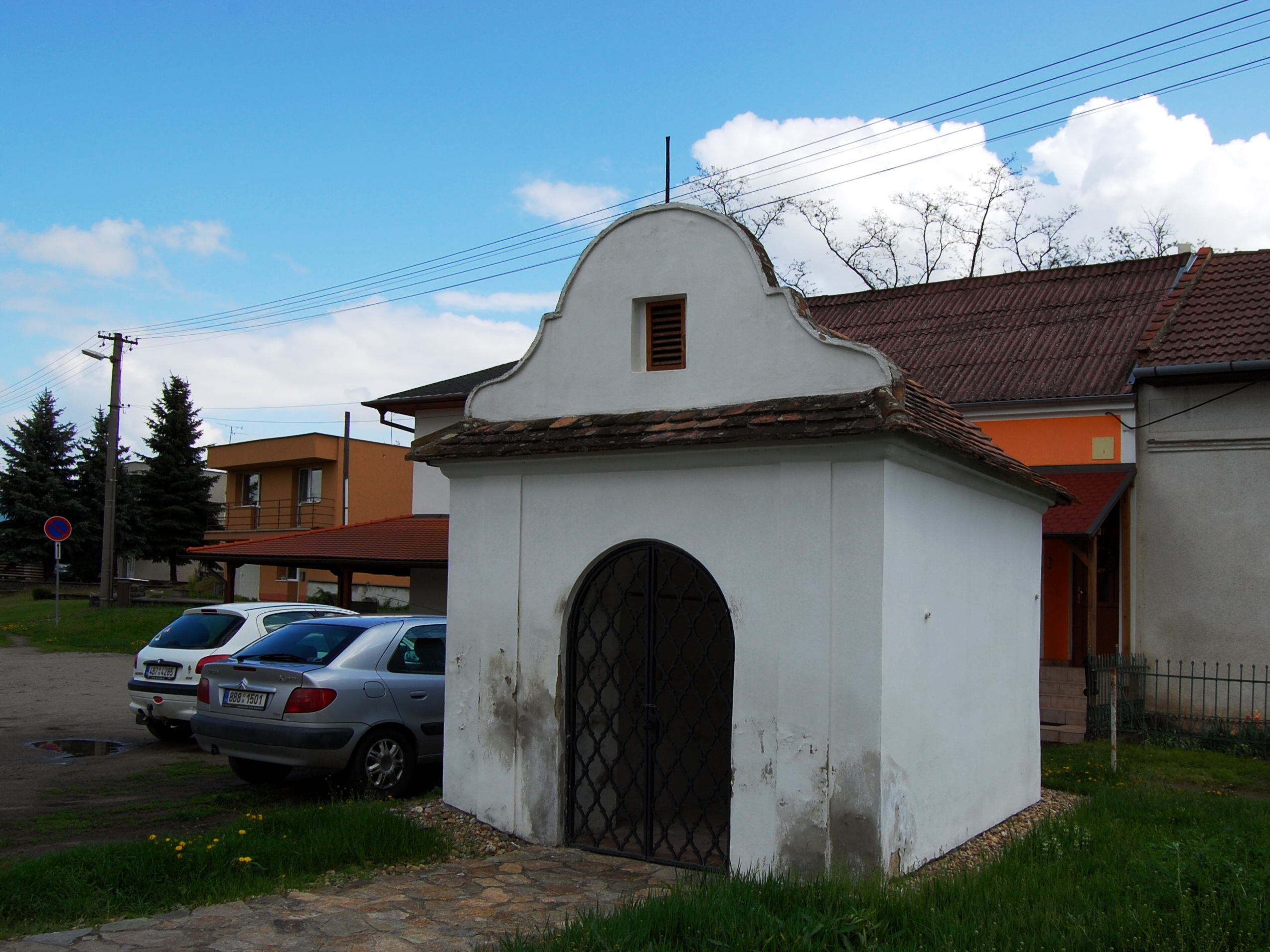
Kaplička

## Legendy
Za napoleonských válek se zde občané podobně jako u města Znojma schovali do svých sklepů, ale z komínů se kouřilo a francouzští vojáci si mysleli že je toto místo prokleté a že tu žijí duchové. Proto Hostěradice opustili a obec zůstala nedotčena.